# Arce-Artzi
Pour les articles homonymes, voir Arce.
Arce en espagnol ou Artzi en basque est un village et une municipalité dans la communauté forale de Navarre dans le Nord de l'Espagne.
Elle est située dans la zone linguistique mixte de la province. Le secrétaire de mairie est aussi celui de Longida et Oroz-Betelu.

## Héraldique
| Blason | Blasonnement : D'azur à l'arbre cousu de sinople terrassé du même, accompagné en chef de deux épées d'argent passées en sautoir, les gardes d'or, et une balance du même brochant sur les épées. Commentaires : Artze. Vallée pyrénéenne qui s'étend de Roncevaux à Aoiz, le long de la rivière Urrobi, parallèle à l'ouest au Val d'Erro et à l'est à la vallée de Salazar. Elle comprend vingt-cinq villages, de part et d'autre de celui d'Artze, qui portent tous les armes générales de la vallée. |

### Sources
- (es) Cet article est partiellement ou en totalité issu de l’article de Wikipédia en espagnol intitulé « Arce (Navarra) » (voir la liste des auteurs).